# 山田川 (大阪府)
山田川（やまだがわ）は、大阪府吹田市および摂津市を流れる淀川水系の河川。

## 地理
吹田市の千里丘陵に源を発し、途中大阪大学の水遠池（ずいおんいけ）などため池の水を集め、摂津市域に出て摂津市三島と摂津市正雀の境界で安威川に合流する。
源流部は開発されて千里ニュータウンとなり、全流域が市街地の中にある。
吹田市内の山田川沿いには弥生時代の遺跡や平安京の瓦を焼いたという史跡の吉志部瓦窯跡、また旧山田村の集落や、須佐之男命神社、伊射奈岐神社などの歴史のある古社など、流域は古来から人々が住んでいた名残がある。
摂津市内では、流れを旧街道の亀岡街道が横切り、念仏橋、堂の橋、渡場橋など、歴史的に由緒のある名前の橋が架かっている。また、三角州状の地帯があり、それは江戸時代に山田川の水を利用して造られた「明和池」を、鉄道建設（現在の東海道本線）のため明治以降1933年までに順次干拓されたものである。
流路はコンクリートの三面張りで固められて保水力を失っており、雨天時には急に水位が上昇するので注意が必要である。
現在は魚類の姿もない。

## 流域の主な施設
- 千里ニュータウン
- 吉志部瓦窯跡
- 須佐之男命神社
- 伊射奈岐神社